# Lucija Šerbedžija
Lucija Šerbedžija (Zagreb, 8. lipnja 1973.) je hrvatska glumica.
Diplomirala je na Akademiji dramske umjetnosti u Zagrebu. Glumila je u brojnim kazališnim predstavama te u hrvatskim i stranim filmovima. Dobitnica je dviju Zlatnih arena za najbolju glumicu, 1999. za film "Bogorodica" te 2001. za film "Polagana predaja".
Otac joj je glumac Rade Šerbedžija. Zajedno glume u kazalištu Ulysses na Brijunima tijekom ljetnih mjeseci. Glumila je i u nekoliko američkih filmova, od kojih se ističe "Svetac" iz 1997., gdje je glumila s Valom Kilmerom, Elisabeth Shue i Radom Šerbedžijom. Bila je udana za srbijanskog filmskog redatelja Filipa Gajića između 2006. i 2014., s kojim ima sina i kćer.

## Filmografija

### Filmske uloge
- "Osma zapovijed" kao Irena Džakula (2022.)
- "Sve najbolje" kao Višnja (2016.)
- "Zagrebačke priče Vol. 3" kao Marinova sestra Petra (segment "Orah") (2015.)
- "Šuti" kao medicinska sestra (2013.)
- "72 dana" kao Lića Svilar (2010.)
- "Neke druge priče" kao Lena (2010.)
- "Krupni otpad" kao Gospođa Kralj (2008.)
- "Lj... kao ljubav" kao Gina (2007.)
- "Hermano" kao Fulvia (2007.)
- "Nafaka" kao Lana (2006.)
- "Dijete rata" kao Nataša (2006.)
- "Infekcija" kao Sara (2003.)
- "Remake" kao Eva Bebek (2003.)
- "24 sata" kao Vanja (2002.)
- "Polagana predaja" kao Mala (2001.)
- "Nebo sateliti" kao Iva (2001.)
- "F" kao Alex (2000.)
- "Bogorodica" kao Ana Šokčević (1999.)
- "Svetac" kao ruska prostitutka (1997.)
- "Mondo Bobo" (1997.)
- "Felix" (1996.)
- "Rock 'n' roll" (1994.)
- "Rastreseno gledanje kroz prozor", kratki igrani film (1993.)

### Televizijske uloge
- "McMafija" (2018.)
- "Patrola na cesti" kao Ljudmila (2015.)
- "Hitna 94" kao Jasna Barić (2008.)
- "Luda kuća" kao Lejla (2007.)
- "Novo doba" kao Sandra Matošić (2002.)
- "Olovna pričest" (1995.)

### Voditeljske uloge
- "Porin" (2000.)

## Vanjske poveznice
- Lucija Šerbedžija u internetskoj bazi filmova IMDb-u (engl.)